# Per aspera ad astra

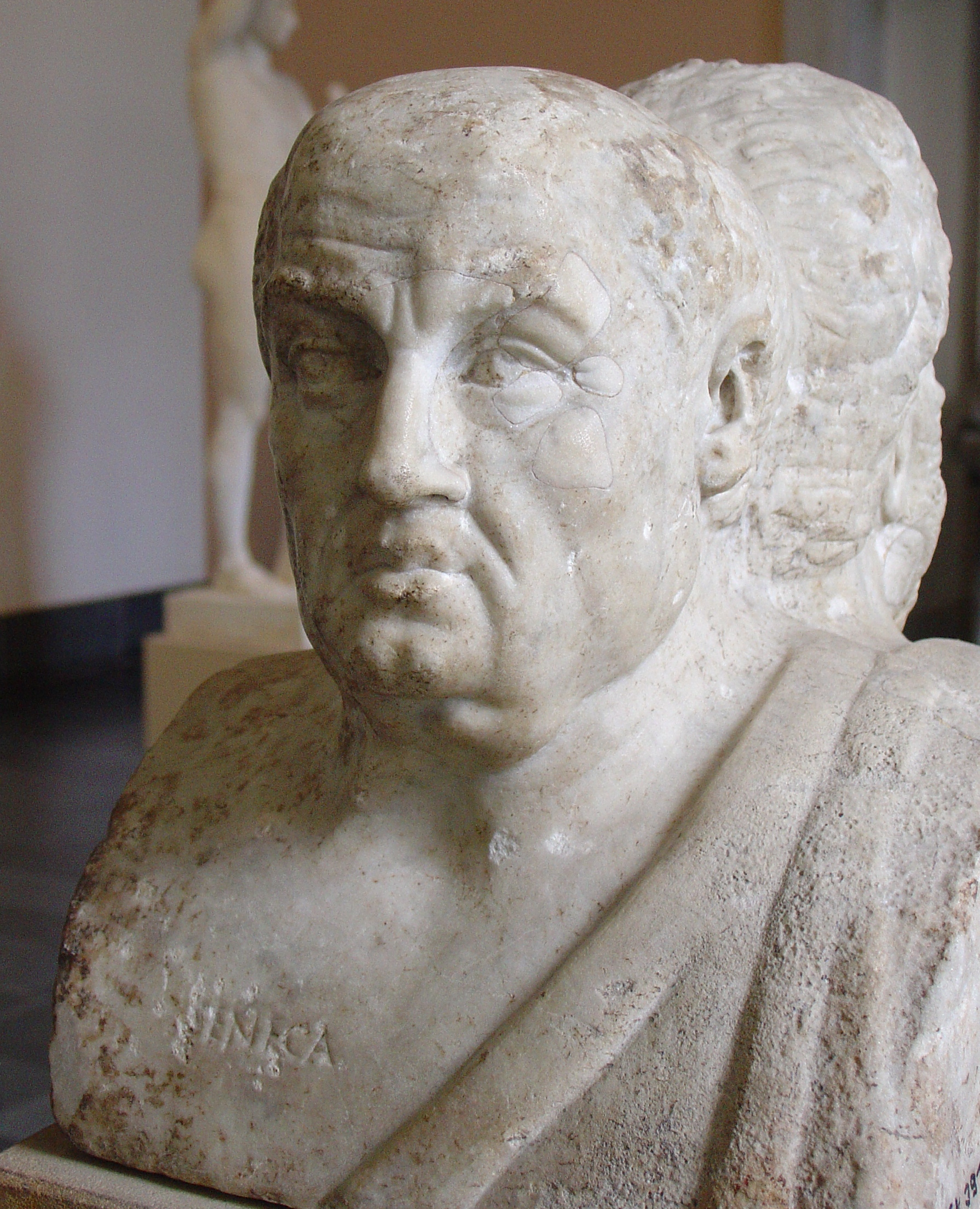
Автор вислову — Сенека

Per aspera ad astra — латинський вислів, що в перекладі означає «Крізь терня до зір», або «Крізь труднощі до зірок». Так само може вживатися варіант Ad Astra per aspera («До зір крізь терня»).
Автором вислову вважається Луцій Анней Сенека, давньоримський філософ, поет і державний діяч.
Інколи зустрічаються відсилання до Гесіода.

## Значення
У широкому сенсі вислів означає те, що людина задля досягнення вершин або поставленої цілі має пройти важкий і часто «тернистий» шлях.

## Ужиток
- Вислів вживається різними організаціями як лейтмотив: штат Канзас, NASA, Повітряні сили Південно-Африканської Республіки, Stevens Institute of Technology, Campbell University, Космопоиск, Латвійська національна академія оборони, а також як девіз Сибірського державного аерокосмічного університету тощо
- Варіант вислову Ad Astra Per Aspera — лейтмотив Земної штаб-квартири «Зоряного флоту», Міжпланетарний дипломатичним орган з серіалу «Зоряний шлях».
- Цей вислів написано на підлозі 1-го корпусу Херсонського національного технічного університету
- Гасло архієпископа УГКЦ, блаженнійшого Патріарха Йосипа Сліпого, яке згодом стало гіркою дійсністю.
- Назва корабля головних героїв аніме "Загублена в космосі Астра" (яп. "Kanata no Astra")
- Вислів ужито як одна з тем книги Щерби Наталії "Лунастри"